# Paroisse de Saint-Louis
Pour les articles homonymes, voir Saint-Louis.
La paroisse de Saint-Louis est à la fois une paroisse civile et un ancien district de services locaux (DSL) canadien du comté de Kent, à l'est du Nouveau-Brunswick. La localité est plutôt connue sous le nom de Desherbier, le seul lieu habité. La paroisse comprend toutefois l'autorité taxatrice de Chemin-Canisto. Dans le cadre de la réforme de la gouvernance locale du 1er janvier 2023, le territoire du DSL a été réparti entre la ville de Beaurivage, le village de Nouvelle-Arcadie et le district rural de Kent.

## Toponyme
La paroisse s'appelait Palmerston, de sa création en 1855 à 1866, en l'honneur de Henry John Temple, 3e vicomte Palmerston (1784-1865), premier ministre du Royaume-Uni. Le nom actuel est en l'honneur de Louis IX de France.

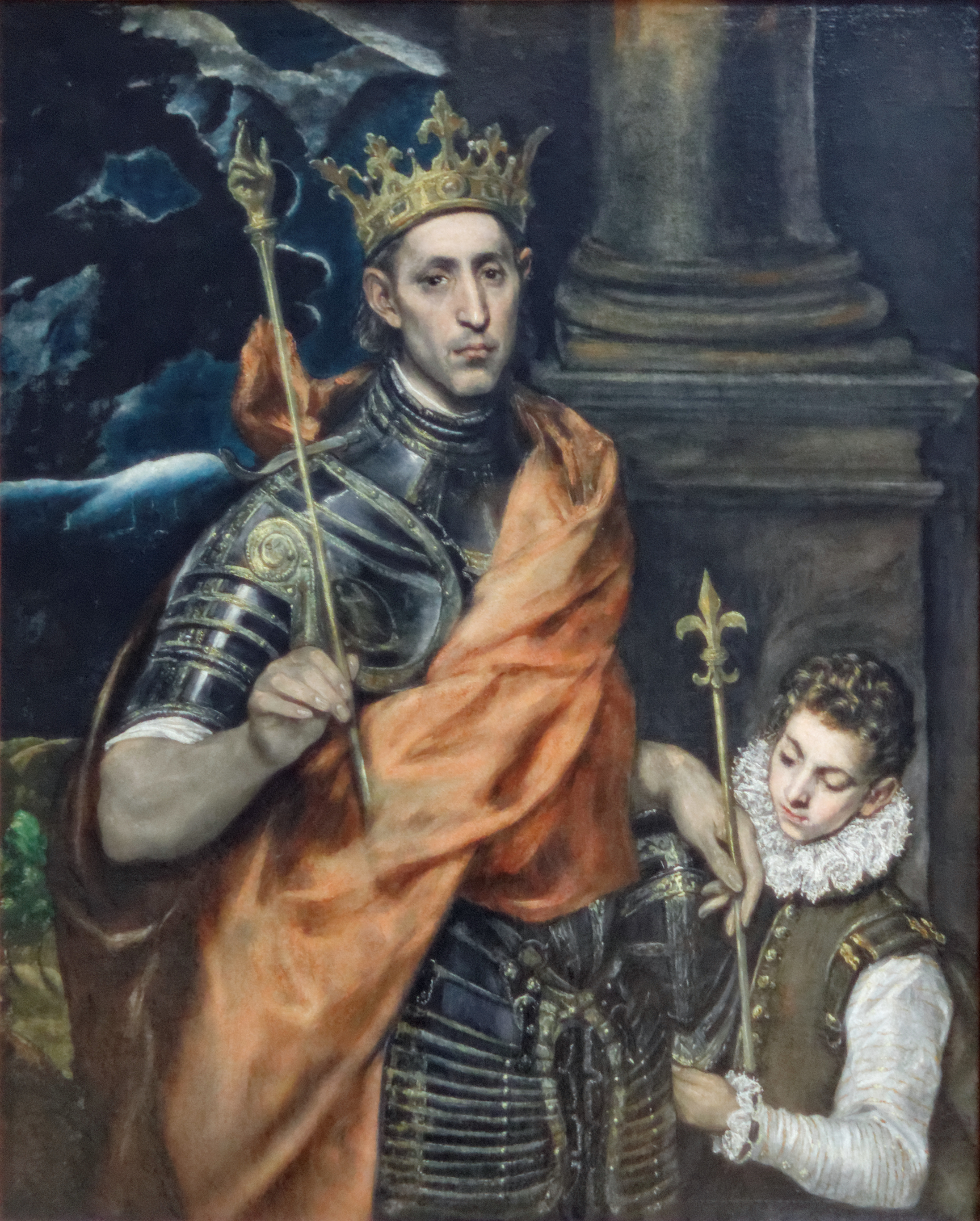
Louis IX de France.

### Hameaux et lieux-dits
La paroisse comprend un seul hameau du nom de Desherbiers. Saint-Théodule ne figure généralement pas sur les cartes et est généralement confondu avec Saint-Louis-de-Kent. Back Settlement, Bas-Saint-Louis, Cap-de-Saint-Louis, Guimond-Village, Petit-Large, Saint-Olivier et Village-Leblanc n'existent plus. La plupart ont été expropriés en 1969 lors de la création du parc national de Kouchibouguac.
Desherbiers est nommé ainsi en hommage à Charles Desherbiers de La Ralière (ou La Ratière), un capitaine français ayant repris la forteresse de Louisbourg en 1749.
L'origine du nom de Cap-de-Saint-Louis n'est pas connue. La localité a aussi porté le nom de St-Louis Cape en anglais. L'origine du nom de Petit-Large n'est pas connue. Le hameau de Back Settlement y a été regroupé. Guimond-Village s’appelle à l'origine Grand-Large puis Guimond, avant de prendre le nom actuel en 1955. Il se peut que le nom rendre hommage à David Guimond, le premier maître des postes. Saint-Lolivier rend probablement hommage à Charles-Olivier Bario, l'un des premiers colons à s'établir dans la région. Saint-Théodule est probablement nommé ainsi en l'honneur de Théodule Nadeau, curé de Saint-Louis-de-Kent de 1909 à 1931. Village-Leblanc a été regroupé à Saint-Théodule. La localité était probablement nommée d'après la maîtresse des postes, Zélia Leblanc.

## Géographie

### Situation
Saint-Louis est situé à environ 70 kilomètres à vol d'oiseau au nord de Moncton et à 45 kilomètres au sud-est de Miramichi, au nord du Kent.
Saint-Louis s'étend sur environ 45 kilomètres du détroit de Northumberland, au nord-est, jusqu'à une forêt dense, au sud-ouest, pour une superficie de 219,58 km2.
Le DSL est généralement limitrophe de Saint-Charles au sud, de Weldford à l'ouest, d'Acadieville au nord-ouest et de Carleton au nord-est. D'autres municipalités se trouvent au sud, mais leurs territoires pénètrent loin dans Saint-Louis. Ceux-ci sont, d'ouest en est, Saint-Ignace, Saint-Louis-de-Kent et Chemin-Canisto.
La paroisse de Saint-Louis est généralement considérée comme faisant partie de l'Acadie.

### Hydrographie
Le principal cours d'eau est la rivière Kouchibouguasis, qui longe le territoire au sud. Elle s'élargit fortement après Pont-du-Milieu, se jette dans la baie de Saint-Louis qui elle se jette dans le détroit par les goulets de Saint-Louis et de Terre Noire à travers la dune de Richibouctou.

### Géologie
La paroisse de Carleton est située dans les Appalaches. Le substrat rocheux est composé de conglomérat, d'argilite et de grès gris et rouge datant du Pennsylvanien (il y a 318 à 299 millions d'années). La totalité du territoire est compris dans une seule formation, la formation de Richibucto.
Les dépôts de surface sont généralement composés de tourbe dans les régions ayant un mauvais drainage et de sable, de silt de gravier et d'argile provenant de dépôts laissés par une régression marine. Ils ont une épaisseur de 0,5 à 5 mètres en moyenne. Le front marin est quant à lui composé d'un cordon littoral, lui-même constitué de gravier et de sable, ayant plus d'un mètre d'épaisseur,.

### Climat
La paroisse de Saint-Louis a un climat de type continental humide, caractérisé par des étés chauds et des précipitations uniformément réparties sur l'année. Le mois le plus chaud a une température moyenne de 19,3 °C et le plus froid une température de −10 °C. Le parc reçoit 1 200 mm de précipitations dont 300 cm de neige.
La vitesse moyenne des vents est de 22 km/h dans les endroits abrités et de 27 km/h dans les endroits exposés. Ceux-ci proviennent généralement du sud-ouest à l'exception des mois de mars et avril où ils viennent du nord-ouest.
| Mois                              | jan.  | fév.  | mars  | avril | mai   | juin | jui.  | août | sep. | oct. | nov.  | déc.  | année   |
| --------------------------------- | ----- | ----- | ----- | ----- | ----- | ---- | ----- | ---- | ---- | ---- | ----- | ----- | ------- |
| Température minimale moyenne (°C) | −15,3 | −14,3 | −8,4  | −2    | 4     | 9,4  | 13,2  | 12,3 | 7,4  | 2,3  | −3    | −10,6 | −0,4    |
| Température moyenne (°C)          | −10   | −8,7  | −3,2  | 2,9   | 10    | 15,7 | 19,3  | 18,3 | 13   | 7,4  | 1,1   | −6,3  | 5       |
| Température maximale moyenne (°C) | −4,6  | −3,1  | 2,1   | 7,7   | 15,9  | 21,8 | 25,2  | 24,3 | 18,6 | 12,2 | 5,3   | −1,6  | 10,3    |
| Précipitations (mm)               | 140,5 | 89,8  | 111,2 | 99,5  | 103,8 | 84,7 | 110,8 | 81,3 | 84,2 | 96,2 | 111,7 | 126,1 | 1 239,9 |
| dont neige (cm)                   | 83,1  | 54,6  | 52    | 29,4  | 2,5   | 0    | 0     | 0    | 0    | 1,9  | 19,8  | 65,7  | 309,1   |

## Histoire

### Origines

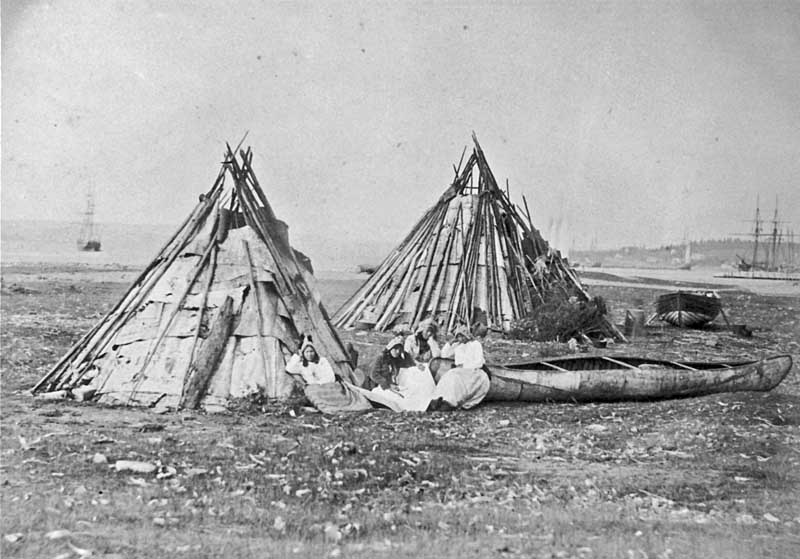
Camp micmac, photographie de Paul-Émile Miot en 1857

La paroisse de Saint-Louis est située dans le territoire historique des Micmacs, plus précisément dans le district de Sigenigteoag, qui comprend l'actuel côte Est du Nouveau-Brunswick, jusqu'à la baie de Fundy. Le territoire du parc contient 26 sites archéologiques amérindiens dont le plus ancien date d'il y a environ 4 000 ans, de l'Archaïque maritime, jusqu'aux années 1960. Lors de l'arrivée des Européens, le territoire est déjà peuplé par les Micmacs, qui utilisent le territoire du parc comme terrain de chasse, de cueillette et surtout comme lieu de pêche, dont ils retirent 90 % de leurs besoins. Les maladies amenées par les Européens déciment cependant environ 75 % de la population. Les survivants se retrouvent à partir du début du XIXe siècle confinés dans de petites réserves. Les bandes micmacs les plus proches sont celles d'Indian Island et d'Elsipogtog qui sont situées sur la rivière Richibouctou et celles d'Eel Ground, de Metepenagiag et de Burnt Church dans la vallée de la rivière Miramichi.
En 1825, le territoire est touché par les Grands feux de la Miramichi, qui dévastent entre 10 000 km2 et 20 000 km2 dans le centre et le nord-est de la province et tuent en tout plus de 280 personnes,.

### Jusqu'à la création du parc national
Bien que la région soit connue des Français depuis le XVIe siècle, les premiers colons s'établissent seulement à la fin du XVIIIe siècle. La rivière Kouchibouguac accueille des Loyalistes de l’Empire-Uni ainsi que des colons écossais, irlandais, anglais et prussiens. Quant à la rivière Kouchibouguacis, elle est colonisée par les Acadiens de Memramcook qui sont ensuite rejoints par ceux d'autres régions du Nouveau-Brunswick et de la Gaspésie. En 1806, les principaux estuaires entre Escuminac et le cap Tourmentin sont habités. Les principales activités économiques de la région sont la construction navale, l'exploitation forestière, la pêche et l'agriculture.
La date de fondation de Guimond-Village n'est pas connue mais son bureau de poste ouvre ses portes en 1900. Il en est de même pour Saint-Théodule en 1908, Saint-Olivier en 1911 et Cap-de-Saint-Louis en 1918. En 1904, Guimond-Village compte 30 habitants, vivant de l'agriculture. Village-Leblanc n'a un bureau de poste qu'en 1908. Le bureau de poste de Saint-Théodule ferme ses portes en 1936. Le bureau de poste de Desherbiers ouvre ses portes en 1940 ; on ne connait pas l'histoire du village avant cette date. Le bureau de poste de Saint-Théodule rouvre en 1947 mais ferme pour de bon en 1954. Le bureau de poste de Guimond-Village ferme ses portes en 1955, suivi de Cap-de-Saint-Louis en 1956, Saint-Olivier en 1958 et Desherbiers en 1960.
La municipalité du comté de Kent est dissoute en 1966. La paroisse de Saint-Louis devient un district de services locaux en 1967.
Les Archives provinciales du Nouveau-Brunswick recensent une localité du nom de Lower Saint-Louis, dont aucune information sur l'histoire n'est connue. Même sa situation n'est pas précise.

### Expropriation
En 1969, une entente fédérale-provinciale est signée dans le but de créer un nouveau parc national. Toute la population de Cap-de-Saint-Louis, Guimond-Village, Petit-Large et Saint-Olivier,, est expropriée. La cause des expropriés suscite l'intérêt des étudiants, lors des manifestations des années 1960. Les expropriés reçoivent une compensation mais tous ne l'acceptent pas, notamment Jackie Vautour. Ce dernier est expulsé en 1976, logé dans un motel aux frais du gouvernement puis expulsé au moyen de gaz lacrymogène en 1977. Il retourne vivre dans le parc en 1978, où il habite toujours avec sa famille. Après avoir été accusé puis acquitté de pêche illégale de coques dans les années 1990, il poursuit le gouvernement fédéral à partir de 2002, arguant qu'en tant que Métis, ses droits ancestraux l'autorisent à pêcher dans le parc, selon la Constitution du Canada.
Le parc est finalement créé au niveau législatif le 15 janvier 1979. L'expropriation est contestée en justice plus tard dans l'année, mais les plaignants sont déboutés. Une émeute impliquant deux cents personnes éclate par la suite, suivie d'une autre quelques semaines plus tard. À la suite de l'opposition soulevée par les expropriations, le gouvernement du Nouveau-Brunswick décide de former une commission d'enquête, la Commission spéciale d’enquête sur le Parc national de Kouchibouguac (aussi connue sous le nom de commission LaForest-Roy), dans le but d'examiner les incidences sociales et économiques provoquées par la création du parc. Les gouvernements fédéral et du Nouveau-Brunswick donnent leurs réponses au rapport de la commission l'année suivante. Les principaux points de la nouvelle entente visent le maintien de la pêche de la mye commune, de l'anguille d'Amérique, du gaspareau et de l'éperlan arc-en-ciel, le maintien de deux ports pour la pêche dans le parc, ainsi que le dragage des cours d'eau pour l'accès des navires ; des emplois sont attribués aux anciens résidents et l'histoire humaine du territoire du parc est reconnue.

## Démographie
| 2001  | 2006  | 2011  | 2016  |
| ----- | ----- | ----- | ----- |
| 1 906 | 1 901 | 1 741 | 1 802 |

## Économie
Entreprise Kent, membre du Réseau Entreprise, a la responsabilité du développement économique.

## Administration

### Comité consultatif
En tant que district de services locaux, Saint-Louis est en théorie administré directement par le Ministère des Gouvernements locaux du Nouveau-Brunswick, secondé par un comité consultatif élu composé de cinq membres dont un président. Il n'y a actuellement aucun comité consultatif.

### Commission de services régionaux
La paroisse de Saint-Louis fait partie de la Région 6, une commission de services régionaux (CSR) devant commencer officiellement ses activités le 1er janvier 2013. Contrairement aux municipalités, les DSL sont représentés au conseil par un nombre de représentants proportionnel à leur population et leur assiette fiscale. Ces représentants sont élus par les présidents des DSL mais sont nommés par le gouvernement s'il n'y a pas assez de présidents en fonction. Les services obligatoirement offerts par les CSR sont l'aménagement régional, l'aménagement local dans le cas des DSL, la gestion des déchets solides, la planification des mesures d'urgence ainsi que la collaboration en matière de services de police, la planification et le partage des coûts des infrastructures régionales de sport, de loisirs et de culture; d'autres services pourraient s'ajouter à cette liste.

### Chronologie municipale

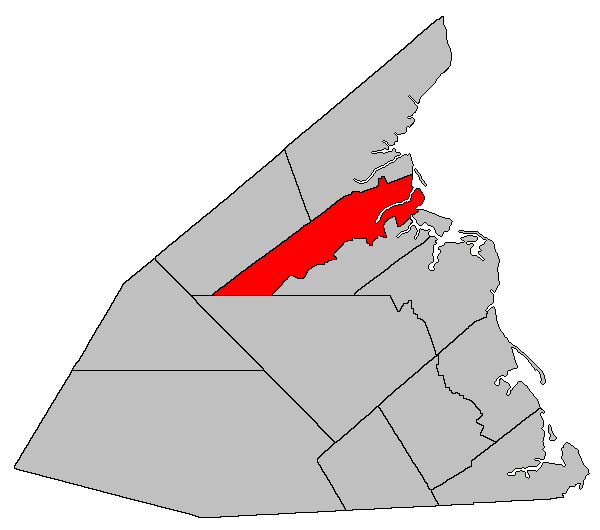
Situation sur une carte des paroisses civiles du comté de Kent (certains DSL et municipalités ne sont donc pas montrés).

### Représentation et tendances politiques
Nouveau-Brunswick: Saint-Louis fait partie de la circonscription provinciale de Rogersville-Kouchibouguac, qui est représentée à l'Assemblée législative du Nouveau-Brunswick par Bertrand LeBlanc, du Parti libéral. Il fut élu en 2010.
 Canada: Saint-Louis fait partie de la circonscription fédérale de Beauséjour. Cette circonscription est représentée à la Chambre des communes du Canada par Dominic LeBlanc, du Parti libéral.

### Ancienne administration paroissiale
|  | Indépendant | 1944 - 194? | Ernest Frigot Joseph-W. Richard     |
|  | Indépendant | 19?? - 195? | Joseph-W. Richard Joseph-M. Poirier |

## Vivre dans la paroisse de Saint-Louis
Le détachement de la Gendarmerie royale du Canada le plus proche est situé à Richibouctou. Le bureau de poste le plus proche est quant à lui à Saint-Louis-de-Kent.
Les francophones bénéficient du quotidien L'Acadie nouvelle, publié à Caraquet, ainsi que de l'hebdomadaire L'Étoile, de Dieppe. Les anglophones bénéficient quant à eux des quotidiens Telegraph-Journal, publié à Saint-Jean et Times & Transcript, de Moncton.

## Culture

### Architecture et monuments
Un pont couvert traverse la rivière Kouchibouguacsis à Camerons Mills. Le pont fut construit en 1950 et mesure 41,5 mètres de long.

### La paroisse dans la culture
Jackie Vautour et sa famille sont devenus le symbole de la résistance à l'expropriation et plusieurs artistes se sont inspirés des événements. L'expropriation du parc national est ainsi traitée dans la pièce de théâtre pour enfants Kouchibou quoi ? (1975), de Roger Leblanc. Avec Cochu et le soleil (1977), Jules Boudreau fait un lien entre la déportation des Acadiens et cet événement ; le personnage de Grégoire Cochu rappelle Jackie Vautour, à qui est dédiée la pièce. La pièce de théâtre Wolfe (2011), d'Emma Haché, traite de l'expropriation et est jouée à Moncton et à Ottawa.
Le groupe 1755 ainsi que l'auteur-compositeur lousianais Zachary Richard ont été inspirés par le drame des expropriés de Kouchibouguac. Le premier a écrit la chanson Kouchibouguac. Quant à Zachary Richard, il a chanté La balade de Jackie Vautour dans son album Migration en 1978 et mentionne Kouchibouguac dans la chanson Petit Codiac, dans son album Cap Enragé en 1998. Édith Butler mentionne l'expropriation dans sa chanson Paquetville. Daniel Léger a dédié une chanson à Jackie Vautour.
Le film Massabielle (1982), réalisé par Jacques Savoie, s'inspire de l'histoire de Jackie Vautour. En 2007, le documentaire Kouchibouguac, de Jean Bourbonnais, ouvre le Festival international du cinéma francophone en Acadie ; Zachary Richard en est le narrateur et Jackie Vautour y fait une rare apparition ».
Des retrouvailles annuelles sont organisées dans le parc depuis 2006.
L'historien Ronald Rudin, de l'Université Concordia, annonce en 2009 vouloir écrire un livre sur l'histoire du parc et lance le site web Le Retour des voix au parc national de Kouchibouguac.